# Wupper
Pour les articles homonymes, voir Wipper.
La Wupper est une rivière de Rhénanie-du-Nord-Westphalie (Allemagne), appelée Wipper dans son cours supérieur. Cet affluent du Rhin prend sa source dans la prairie de Marienheide, entre les communes de Börlinghausen et de Meinerzhagen, dans le pays de Berg. Il se jette dans le Rhin à Leverkusen, entre les quartiers de Wiesdorf et de Rheindorf, au terme d'un cours 116,5 km et une dénivelée de 400 m (soit une pente moyenne de 0,4 %). Son débit moyen est de 17 m3/s à la confluence.

## Géographie

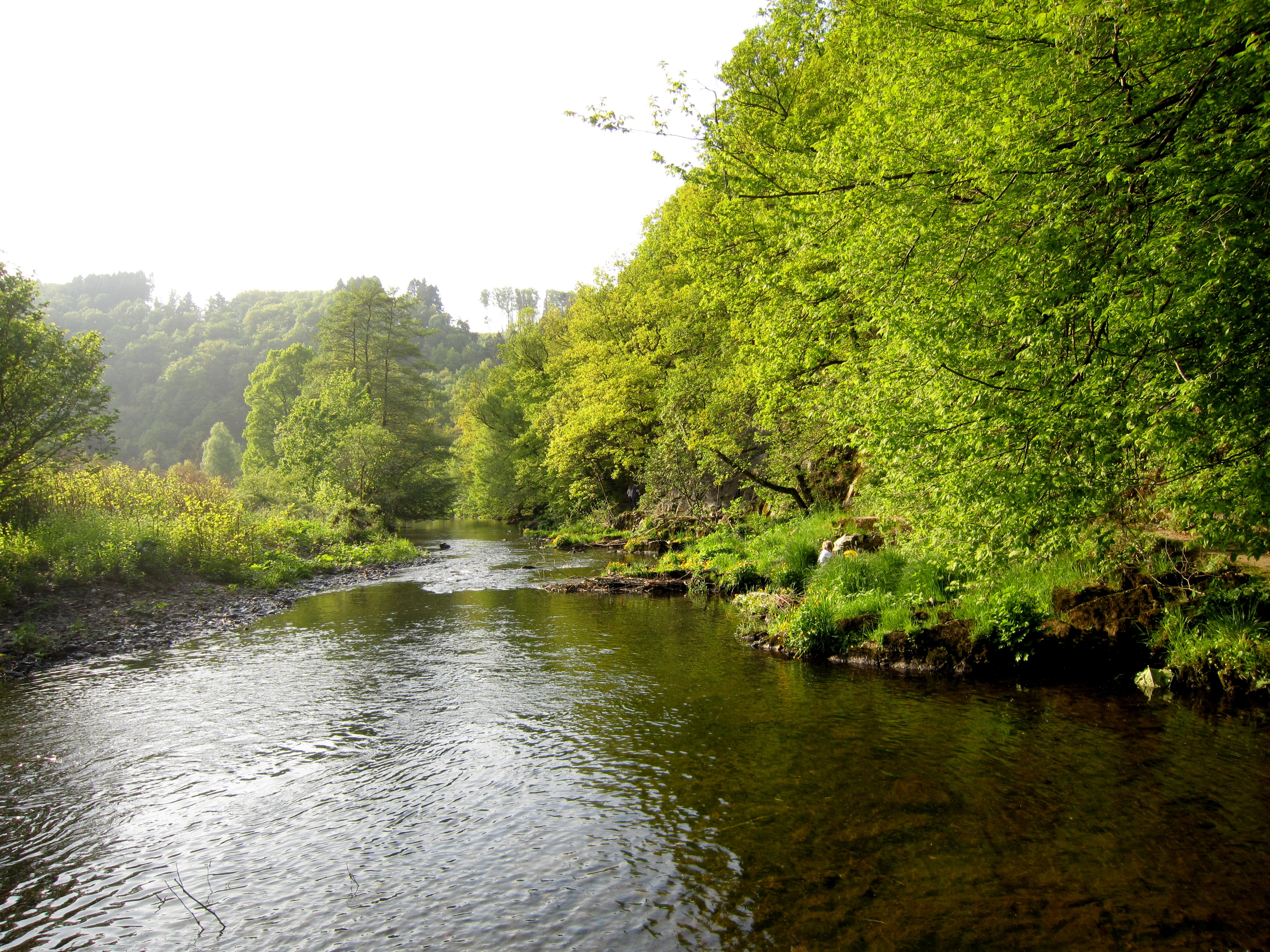
Limite de la ville Wuppertal / Ennepetal

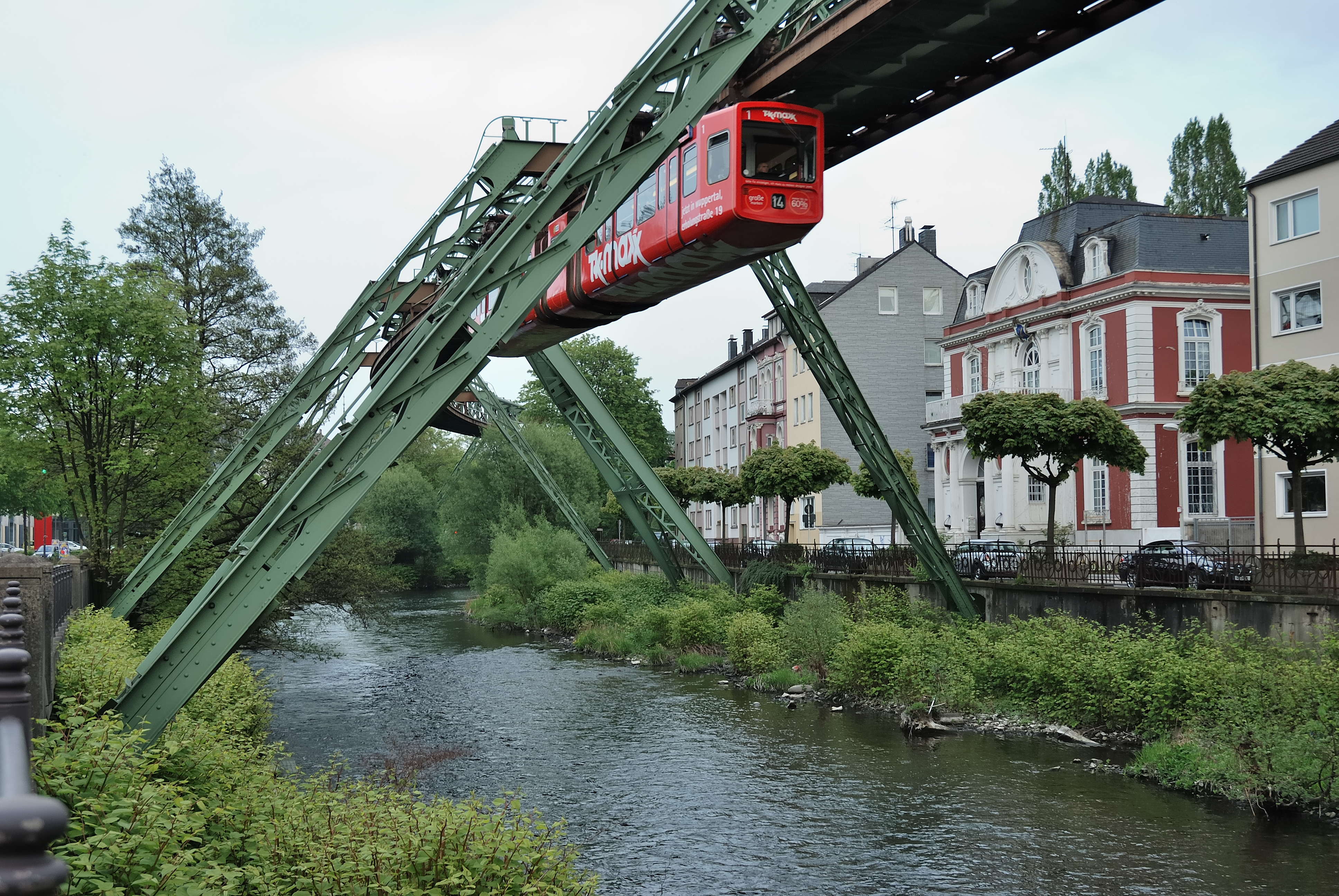
Le monorail suspendu de Wuppertal.

Les quelque 37 résurgences formant les sources de la Wupper se trouvent au cœur de la tourbière ombrotrophe de Marienheide-Börlinghausen, aux confins de la commune de Meinerzhagen. En 1968, en préparation d'un programme à venir de renaturation, cette tourbière de 3,48 ha a été classée Zone naturelle protégée (code GM-004, CDDA-Code: 82351). Plusieurs autres sections du fleuve ont été protégées au même titre.
Les eaux de la “source officielle” de Börlinghausen, dont l'emplacement est marqué par une stèle commémorative, sont au contraire récoltées et canalisées par une rigole artificielle à l'aval de la confluence des 37 ruisseaux, qui rejoint l'écoulement naturel en contrebas de la tourbière.
La Wupper s'écoule d'est en ouest selon un arc dont la convexité est tournée vers le Nord, appelé Wupperviereck. Elle arrose les villes et communes de Marienheide, Wipperfürth, Hückeswagen, Radevormwald, Wuppertal, Remscheid, Solingen et Leichlingen, avant de se déverser dans le Rhin à Leverkusen. Son lit délimite les communes de Kierspe, d’Ennepetal et de Schwelm. La Wupper est franchie par 200 ponts, dont 90 dans la seule commune de Wuppertal.
Son affluent le plus long est la Dhünn, qui la rattrape par la rive gauche à Leverkusen en aval de la station de jaugeage d’Opladen. Sur les anciennes cartes, la Dhünn était divisée en deux bras, dont l'un se jetait directement dans le Rhin. Mais le bras se déversant dans la Wupper a été détourné de quelques mètres à la fin du XIXe siècle et l'autre bras s'est tari depuis. Le bassin versant de la Wupper offre une superficie de 827 km2 et 2 300 km de ruisseaux. Cette région abrite environ 900 000 habitants.

## Hydrologie
La régulation du régime de la Wupper est assurée par la Wupperverband. Le fleuve est canalisé en trois biefs : le barrage de Wuppertal, construit entre 1987 et 1989, se trouve au centre de la conurbation Remscheid-Hückeswagen-Radevormwald ; il assure à la fois la gestion des étiages et la prévention des crues.
Le barrage de Beyenburg, de taille plus modeste, dans le faubourg de Wupper-Beyenburg, assure les mêmes fonctions. Le barrage de Radevormwald-Dahlhausen, qui est le plus petit des trois barrages, est fondamentalement un ouvrage hydroélectrique. On peut y voir la maquette d'un ancien clapet de barrage, avec un panneau didactique.
Il y a dans le bassin versant de la Wupper 15 autres barrages (barrage de l'Eschbachtal, barrage de la Dhünn, etc.) qui affectent plus ou moins directement le régime de la rivière. Une telle densité de barrages sur une seule vallée est peu ordinaire.

## Environnement
Depuis l'épuration des rejets, une nette prise de conscience s'est fait jour parmi les riverains du fleuve, comme le montrent aussi bien la participation d'un nombre toujours accru de citadins aux journées « berges propres » que la compréhension vis-à-vis des nuisances accompagnant les mesures de re-naturation. Des parcelles de plus en plus importantes des berges sont aujourd'hui classées en réserve naturelle ou Zone spéciale de conservation.

### Faune
Comme la plupart des rivières de moyenne montagne en Allemagne, la faune piscicole de la Wupper se stratifie selon trois tronçons : de la source au village de Rönsahl, c'est la « vallée de la fario », où, outre la truite, dominent les chabots, les loches, les vairons et les lamproies. Les eaux y sont pauvres en nutriments et riches en oxygène dissout. Le tronçon suivant, qui se termine à Leichlingen, est la « vallée de l’ombre » où l'on pêche les chevesnes, les truites fario, les nases, les vandoises et le saumon. Le dernier bief jusqu’au Rhin est la région du barbeau, avec ses brochets, perches, ses saumons et truite de mer, qui prospéraient dans les eaux troubles et pauvres en oxygène de ce secteur jusqu’au XVIIIe siècle. Cette faune a pratiquement disparu avec l’énorme pollution qui a accompagné la révolution industrielle. Depuis les années 1960, les associations tentent de rétablir les populations d'origine. On retrouve certaines saisons, par ex. à Remscheid, où la Wupper bénéficie des apports de nombreux ruisseaux, jusqu'à 27 espèces différentes de poissons.
La faune avicole typique des collines de hêtres qui surplombent la Wupper comprend le martin-pêcheur, le cincle plongeur, le pic noir (dans les bois), la cigogne noire (dans la vallée amont), le grand-duc (réintroduit) et les mouettes, le héron cendré et le cormoran, qui a recolonisé l’aire urbaine de Wuppertal depuis le milieu du XXe siècle. 
L’écrevisse à pattes rouges, autochtone de la Wupper, a été presque entièrement évincée par une espèce importée, l’écrevisse de Californie, qui est porteuse de la peste de l'écrevisse. L’écrevisse à pattes rouges survit dans quelques ruisseaux isolés.
Parmi les mammifères, outre les espèces autochtones d'Europe occidentale : le chevreuil, le sanglier, le renard roux, le blaireau, la martre, l’écureuil roux, on trouve quelques espèces acclimatées comme le chien viverrin d'origine asiatique, le raton-laveur et le rat musqué originaires d’Amérique du Nord ou le ragondin, originaire d’Amérique latine.

### Flore
Dès la source, mais à quelque distance de la source « officielle » de la Wipper, la flore est très variée. La présence de 30 résurgences forme une prairie marécageuse, où prospèrent les orchidées.
Toute la vallée est envahie par les balsamines, telles la balsamine de l'Himalaya, que les riverains appellent improprement « orchidées de la Wupper » en raison de sa forme et de sa couleur. Comme la renouée du Japon ou la berce du Caucase, ces végétaux sont des néophytes (flore importée).

### Qualité de l’eau
La température de l’eau de la Haute-Wupper (autrement dit la Wipper) est comprise entre 13 et 18 °C l’été ; entre 3 et 6 °C l’hiver. Le cours inférieur de la Wupper est plus chaud de 2 à 5 °C.
Le fleuve ayant charrié des effluents dès la Révolution industrielle est devenu très vite un véritable cloaque. Les rejets des usines de peinture et des autres industries chimiques ont pratiquement exterminé la faune : déjà en 1914, Erich Hasenclever écrivait « Toute forme de vie dans la Wupper est impossible. Ce fleuve est du poison à l’état pur. » Et Philipp Scheidemann, député social-démocrate de la circonscription de Düsseldorf 3 (arrondissement de Solingen), commentait plaisamment dans son allocution du 8 février 1904 : « La Wupper est si noire, que si un militant National-libéral plongeait dedans, il en ressortirait Centriste. » Comme on peut le constater à partir des multiples descriptions anciennes, les eaux de la Wupper sont passées par une multitude de teintes au fil des décennies avant de devenir définitivement violet sombre. Avec l’Elbe et le Rhin, la Wupper était au début des années 1970 l’un des fleuves les plus pollués d'Europe (et le second plus pollué d’Allemagne de l'Ouest après l’Emscher), ce que montraient clairement les odeurs en été : il fallait même régulièrement interrompre les cours dans les écoles situées en berge du fleuve à Leichlingen, ce qu'à l'époque les écoliers appelaient congés de puanteur (stinkefrei).
Un programme complet de sauvegarde de la qualité de l'eau, impliquant la construction de plusieurs stations d'épuration et une révision des processus industriels a été entreprise depuis, et la pêche est de nouveau possible dans la Wupper. Un signe encourageant est le retour de plusieurs couples de hérons cendré au cœur de la ville industrielle de Wuppertal, notamment sous le pont du Wuppertaler Schwebebahn, le monorail suspendu de Wuppertal, à côté des usines Bayer.
Selon le Service fédéral de l’Environnement de Düsseldorf, la qualité de l'eau est en 2014, de l'amont à l'aval : de classe II (pollution moyenne), II–III (pollution critique) et III (fortement polluée).

## Histoire
Le lit de la Wupper existait déjà il y a  30 millions d'années : le fleuve se jetait à l'époque directement dans la mer (le Rhin n’existait pas). La Wupper a pris son tracé actuel il y a 800 000 ans.
D'après une légende, le roi des Nains, tenaillé par la faim, aurait rencontré dans les bois une femme qui cueillait des mûres pour ses enfants. Cette femme eut pitié d'un homme nain et lui donna des fruits. Pour la remercier, le roi des nains ficha son sceptre en terre et il se forma à l'instant une source : celle de la Wupper.
Les sources écrites de la région de Leichlingen montrent qu'au Moyen Âge le fleuve était appelé Wipper sur tout son cours ; puis diverses transcriptions sont apparues aux siècles suivants : Wypper, Wepper, Wuepper ou Wopper, avec à partir du XVIIe siècle une marginalisation de Wipper au profit de « Wupper. »
Sous son nom de Wipper, le fleuve a donné son nom à la ville de Wipperfürth (autrefois Wuepervurde). Il y avait un gué au lieu-dit de Leiersmühle, rattaché à une voie romaine appelée Heerweg (cf. le toponyme Dievesherweg, au nord de Leiersmühle), qui reliait Cologne à Hellweg près de Dortmund, via Wipperfürth et Halver.
Le fleuve a aussi donné leurs noms aux faubourgs de Wupperfeld et de Wupperhof, à Wipperfürth, ainsi qu'aux localités situés plus à l'aval : Niederwipper, Böswipper, Klaswipper, Schmitzwipper et Holzwipper ; mais aujourd'hui, à l'aval de la confluence avec la Kerspe, le fleuve s'appelle Wupper,. Ce n'était à l'origine que le nom du bras reliant le quartier de Wupperhof à Leichlingen et le quartier de Wupperfeld à Barmen.En 1930, l'agglomération de Barmen-Elberfeld prit le nom de Wuppertal. Le mot Wipper explique sans doute aussi les noms des quartiers de Wippe, Wipperaue et Wipperkotten à Solingen, mais selon Franz Hendrich cela n'a dans ce cas rien à voir avec la Wupper ; le mot renverrait à un affluent impétueux (wippend), le Weinsberger Bach, qui se jette dans la Wupper à Wipperkotten.
Les flancs rocheux de la vallée de la Wupper, profondément encaissée dans la pénéplaine des pays de Berg, les sols pauvres et le climat pluvieux de la région ont retardé son urbanisation jusqu'au Moyen Âge. Le fleuve était alors, par sa richesse en poisson, l'une des principales sources de subsistance des habitants.
Mais à la Renaissance, il devint un atout vital pour le développement de l'artisanat et des mines du duché de Berg, car ses eaux étaient indispensables au rouissage et au blanchiment des fibres textiles (Barmen et Elberfeld) et ses nombreux moulins actionnaient des martinets de forge, par exemple à Schleifkotten. Au XIXe siècle, elle a servi de source d'eau de refroidissement à une industrie chimique en plein essor (usines Bayer de Wuppertal-Elberfeld).
La vallée verdoyante et encaissée de la Wupper a attiré de nombreux artistes paysagers, dont l'un des plus connus est Erwin Bowien (1899-1972), qui y créa de nombreuses toiles.

## Étymologie
Le nom Wipper/Wupper dérive d'une acception courante (quoique jugée fautive) du mot allemand Wippe qui, appliqué à un ruisseau, désigne le ressaut de l'eau sur les pierres, et par extension une eau vive. Ce mot se rattache à une racine germanique signifiant « sinuer », « se tordre », « méandrer », « divaguer », « sourdre. » Il est à rapprocher du terme vieux haut-allemand de vipparaha, qu’on peut rendre par « eau bouillonnante. »
Elfriede Ulbricht faisait remonter l'étymologie au moyen bas allemand, au bas francique et moyen anglais Wippen, forme sous laquelle le nom est attesté 15 fois en Allemagne, parfois avec une corruption en Wipfer. La racine comportait autrefois le suffixe aha (variante de l’hydronyme germanique -au), abrégé en -a à la fin du Xe siècle, amuï en -e au début du XIe siècle puis tombé en désuétude pour donner « Wipper » ; d'autres cours d'eau ont conservé ce -a ou ce -e en finale. Le mot serait une combinaison de « lit tortueux, sinueux » et de « eau » (au sens de « ruisseau »).
Selon une théorie encore plus spéculative de Hans Krahe, le nom du fleuve aurait une origine encore plus ancienne : Wip désigne en celto-ligure un marécage. Le suffixe -ara sert à indiquer le genre féminin d'un cours d'eau, et se retrouve dans les hydronymes Visara/Wisera (Weser) et encore ici avec Wipra/Wippera (fleuve né d’un marécage).

## Tourisme

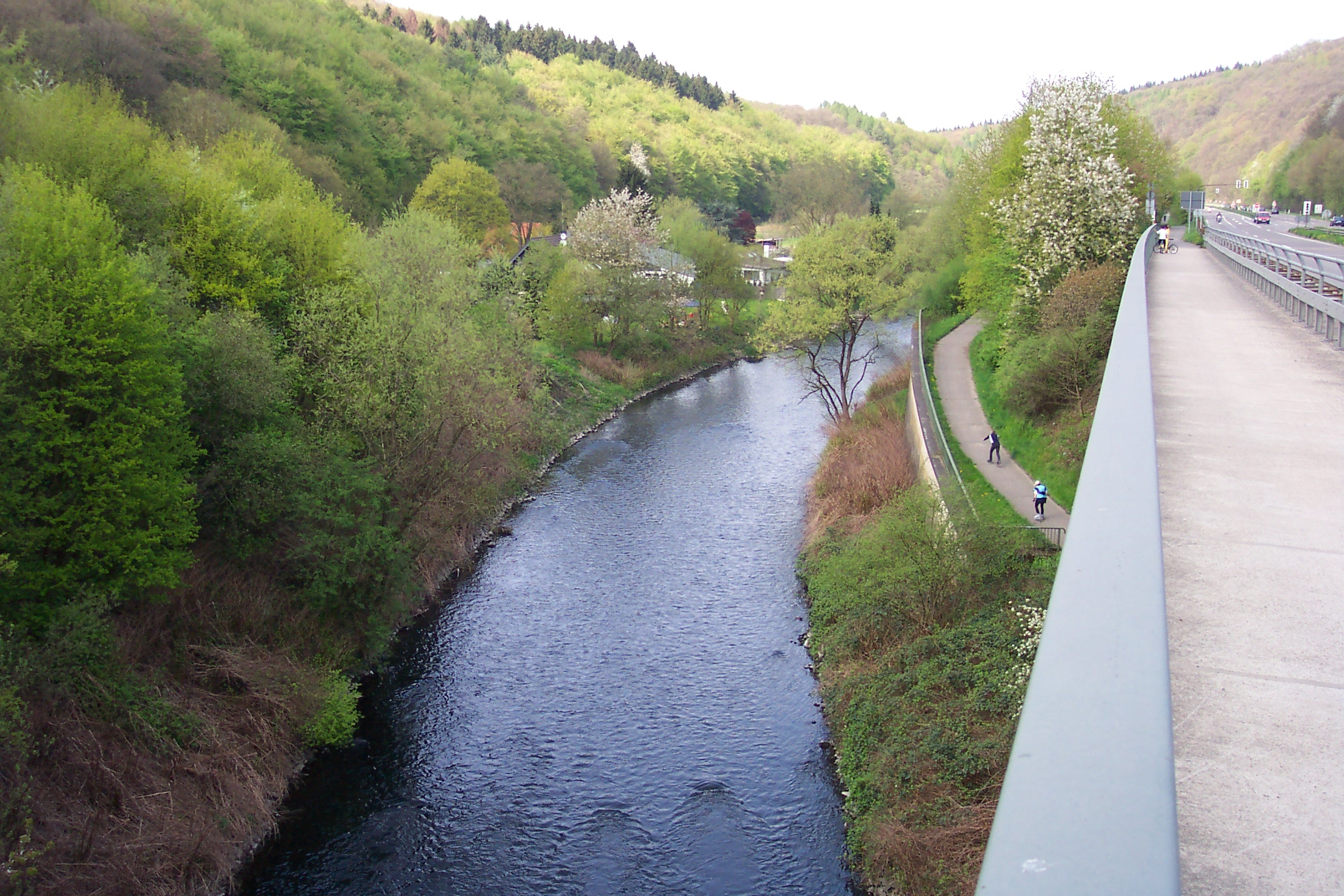
La Wupper et le ruisseau de Ketzberg à (Kohlfurth). On voit à droite la Landesstraße 74.

- le viaduc de Müngsten, pont ferroviaire en acier le plus haut d’Allemagne (107 m), construit entre 1893 et 1897, entre Solingen et Remscheid.
- Le Wuppertaler Schwebebahn, monorail suspendu de Wuppertal, passe à 12 m au-dessus du fleuve.
- Dans le quartier de Kohlfurth, à Wuppertal, il y a non loin du fleuve le musée des chemins de fer de Berg. Le week-end, les nostalgiques de trains électriques visitent volontiers le Musée des Ateliers situé entre Kohlfurth et Wuppertal-Cronenberg.
- Dans le quartier de Burg à Solingen, il y a les remparts du château de Burg, qui, avec le château fort de Berge, était l'un des deux palais des comtes et ducs de Berg.
- Le 21 mai 2005 la Société d'escalade du Sauerland et la Wupperverband ont inauguré le Wupperweg, un chemin de randonnée long de 125 km, qui mène des sources de Marienheide-Börlinghausen à la confluence de Leverkusen-Rheindorf.